# Нарат
Нарат (серб. Нарат / Narat) — село в общине Билеча Республики Сербской Боснии и Герцеговины. Население составляет 24 человека по переписи 2013 года.

## Население[3]
Население по годам:
- 1948 год — 125 человек;
- 1953 год — 91 человек;
- 1961 год — 66 человек;
- 1971 год — 63 человека;
- 1981 год — 55 человек (все сербы);
- 1991 год — 34 человека (все сербы).